# Jicchak Majo
Jicchak Majo (Itzhak Mayo) (ur. 14 września 1954 we wsi Kefar Chittim w Izraelu) – izraelski pilot wojskowy, były astronauta NASA, dubler Ilana Ramona.
W 1972 r. ukończył Liceum Ogólnokształcące w Kefar Chittim. W latach 1972–1974 odbywał zasadniczą służbę wojskową. Po jej ukończeniu jako ochotnik zgłosił się do lotnictwa, gdzie służył w eskadrze samolotów F-4. Absolwent dwóch szkół wyższych. W 1986 r. uzyskał licencjat z fizyki, zaś dwa lata później tytuł magistra (specjalizacja spektroskopia). W 1988 r. został przeniesiony do dywizjonu samolotów F-16D, a pod koniec lat 80. został oblatywaczem. Ma za sobą ponad 3250 godzin lotu. W latach 1989–1998 pracował w IAF Flight Test Center jako kierownik działu awioniki.
W lipcu 1997 r. został wraz z Ilanem Ramonem wybrany do grupy astronautów-specjalistów ładunku NASA z Izraela. Rok później rozpoczął szkolenie w Centrum Lotów Kosmicznych imienia Lyndona B. Johnsona w Houston. W listopadzie 2000 r. został wyznaczony na dublera Ilana Ramona w misji STS-107. Pod koniec 2001 roku przerwał jednak szkolenie i zrezygnował z udziału w programie kosmicznym. W rzeczywistości Ramon nie miał więc zmiennika. Po zakończonej katastrofą promu misji, Itzak powrócił do pracy w siłach powietrznych Izraela.
Itzhak ma żonę Rinat i troje dzieci: Tala (ur. 1987), Roia (ur. 1990) i Gaya (ur. 1997).